# Francisco Lombardo
Juan Francisco Lombardo (* 11. Juni 1925 in Mendoza, Argentinien; † 24. Mai 2012 in Buenos Aires, Argentinien) war ein argentinischer Fußballspieler. Mit der Nationalmannschaft seines Heimatlandes nahm er der Fußball-Weltmeisterschaft 1958 teil.

## Karriere

### Vereinskarriere
Francisco Lombardo begann seine fußballerische Laufbahn im Jahre 1947 bei den Newell’s Old Boys in Rosario, der drittgrößten Stadt Argentiniens. Nach fünf Jahren bei dem Verein wechselte der Abwehrspieler 1952 nach Buenos Aires zu den Boca Juniors. Bei dem Verein aus dem Arbeiterviertel La Boca spielte er unter anderem zusammen mit anderen argentinischen Fußballgrößen der damaligen Zeit wie Julio Musimessi, der ein Jahr vor ihm ebenfalls von Newell’s Old Boys zu Boca gewechselt war, Eliseo Mouriño oder Antonio Rattín. Seine erste und auch einzige argentinische Meisterschaft mit den Boca Juniors gewann Francisco Lombardo in der Saison 1954, als man mit vier Punkten Vorsprung vor CA Independiente aus Avellaneda den ersten Platz in der Primera División belegte. Einen weiteren Titelgewinn konnte Francisco Lombardo in seiner Karriere nicht bejubeln. Im Jahre 1960 verließ er die Boca Juniors und schloss sich dem großen Rivalen River Plate an. Bei dem Nobelverein von Buenos Aires wurde er allerdings nur neunmal eingesetzt. Nach nur einem Jahr bei River Plate beendete Francisco Lombardo 1960 seine fußballerische Laufbahn im Alter von 35 Jahren.

### Nationalmannschaft
Francisco Lombardo wurde zwischen 1952 und 1959 37 Mal in der argentinischen Fußballnationalmannschaft eingesetzt, ein Torerfolg gelang ihm aber nicht. Von Nationaltrainer Guillermo Stábile wurde er ins Aufgebot der Südamerikaner für die Fußball-Weltmeisterschaft 1958 in Schweden berufen. Bei dem Turnier, das für Argentinien mit dem enttäuschenden Ausscheiden nach der Vorrunde als Gruppenletzter in einer Gruppe mit Deutschland, Nordirland und der Tschechoslowakei endete, kam er in allen Spielen seiner Mannschaft zum Einsatz, konnte das frühe Ausscheiden aber nicht verhindern. Neben der Fußball-Weltmeisterschaft spielte Francisco Lombardo auch drei Südamerikameisterschaften. Bei der Copa América 1955 in Chile und bei dem Turnier von 1959 in Argentinien ging die Mannschaft Lombardos als Sieger aus dem Turnier hervor, während man 1956 in nur Dritter hinter Uruguay und Chile wurde. 1957 stand er nicht im Aufgebot Argentiniens.